# Centre Escolar Catalanista
El Centre Escolar Catalanista fou una entitat catalanista fundada a Barcelona el 21 d'octubre de 1886 per un grup d'universitaris per tal d'organitzar trobades i cursos. En fou elegit primer president Martí Roger i Crosa, però qui li va donar un veritable impuls fou Francesc Cambó.
D'antuvi es considerava una filial del Centre Català, però quan aquest es va escindir el 1887, la majoria dels membres, influïts per la revista La Renaixensa, ingressaren en la Lliga de Catalunya, gràcies als esforços de Narcís Verdaguer i Callís. Ideològicament eren conservadors des del punt de vista social, però políticament adoptaren el regionalisme que de mica en mica evolucionà fins a un nacionalisme obert i partidari de participar en l'arena política. El 1891 sol·licità a la diputació provincial de Barcelona l'establiment d'una càtedra de dret català a la Universitat de Barcelona.
Entre els fundadors, presidents i membres s'hi poden trobar destacades figures del moviment catalanista com Narcís Verdaguer i Callís (president el 1887-1888), Josep Puig i Cadafalch (president el 1889-1890), Enric Prat de la Riba (president el 1890-1891), Lluís Duran i Ventosa, Pere Muntanyola i Carner, Josep Rogent i Francesc Cambó (1895-1896). El centre s'adherí a la Unió Catalanista el 1892, i participà en l'elaboració de les Bases de Manresa. El 1901 es va integrar en la Lliga Regionalista i deixà d'existir com a entitat independent.